# Pikku-Kulus
Pikku-Kulus är en sjö i kommunen Rovaniemi i landskapet Lappland i Finland. Sjön ligger 139,8 meter över havet. Den är 8,2 meter djup. Arean är 93 hektar och strandlinjen är 6,13 kilometer lång. Sjön  ingår i Kemi älvs huvudavrinningsområde.   Den ligger omkring 32 kilometer öster om Rovaniemi och omkring 700 kilometer norr om Helsingfors. 